# Rockers (film uit 1978)
Rockers is een Jamaicaanse film uit 1978 van Theodoros Bafaloukos. Verschillende populaire reggae-artiesten spelen in de film, waaronder Leroy "Horsemouth" Wallace, Burning Spear, Gregory Isaacs, Big Youth, Dillinger, Robbie Shakespeare en Jacob Miller.
Rockers was oorspronkelijk bedoeld als een documentaire, maar groeide uit tot een lange speelfilm die de reggaecultuur op zijn hoogtepunt laat zien. De film toont authentieke cultuur, personages en maniertjes. Zo wordt de hoofdrocker Leroy "Horsemouth" Wallace getoond terwijl hij met zijn vrouw en kinderen woont, en in zijn eigen huis.